# Rörtjärnen, Dalsland
Rörtjärnen är en sjö i Munkedals kommun i Dalsland och ingår i Göta älvs huvudavrinningsområde. Sjöns area är 0,042 kvadratkilometer och den befinner sig 117 meter över havet.